# Oreocnide nivea
Oreocnide nivea är en nässelväxtart som beskrevs av Elmer Drew Merrill. Oreocnide nivea ingår i släktet Oreocnide och familjen nässelväxter. Inga underarter finns listade i Catalogue of Life.